# Lithopolia
Lithopolia là một chi bướm đêm thuộc họ Noctuidae.

## Loài
- Lithopolia confusa (Wileman, 1915)